# Acalypha ostryaefolia
Acalypha ostryaefolia é uma espécie de flor do gênero Acalypha, pertencente à família Euphorbiaceae.